# Fékbetét
A fékbetétek egy fék szerkezeti egységének tekintendők. A fékbetétek a fékteljesítmény számításában, mint súrlódási tényező szerepelnek, feladatuk a gépjármű súrlódással történő lassítása, megállítása. A fékbetét a kormányműhöz és a gumiabroncsokhoz hasonlóan kiemelten biztonságtechnikai alkatrész, ezért a fékbetétek azon engedélyköteles alkatrészek körébe tartoznak, amelyek befolyásolják a jármű forgalmi engedélyének érvényességét. A fékbetét dörzsfelületből, fém hátlapból és rögzítő elemből áll.

## A fékbetét felépítése
A gyakorlatban előforduló eltérő igénybevételek miatt, az egyes járműosztályok fékberendezései azonos működési szempontok mellett is különböző méretűek, anyagúak és eltérő kopásállósággal rendelkeznek.
A dörzsbetétek anyaga, elkészítési “receptúrájuk” minden gyártónál eltérő, azonban általánosságban megfogalmazható, hogy a fékbetétek dörzsanyaga összeállítható kötőanyagok (pl. gyanta), töltőanyagok (pl. vasoxid), kenőanyagok (pl. grafit) és fémek (pl.acélszövet) ötvözetéből. A dörzsanyagot keveréssel, préseléssel és hőkezeléssel (sütés) állítják elő. Anyagukat tekintve ismerünk fél-fémes, acélmentes, NAO (non-azbeszt), kerámia és szinter-eljárással készült dörzsanyagokat. Fékezéskor, a súrlódás során nagy mennyiségű hő termelődik, különösen nagy sebességről történő megállásnál vagy hosszú lejtmeneteknél, ezért minden fékbetét anyagával szemben fontos alapkövetelmény, hogy magas termikus igénybevételnél se keletkezzenek szilárdsági problémák és ne csökkenjen a fékező erő.

## A fékbetét karakterisztikája
A már említett alapelvárások mellett a fékbetétek tulajdonságainak kiértékelésénél 3 fő tényezőcsoportot veszünk figyelembe: ezek a biztonsági tényezők (pl. súrlódási tényezők, éghetőség, korrózió állóság, hajlítási szilárdság), a komfortossági tényezők (pl. zaj, füstképződés, működtető erő, pedálérzet) és a gazdasági tényezők (pl. dörzsanyag kopása, féktárcsa kopása, súly, gyártási költségek).
A törvényi és biztonságtechnikai előírások megkövetelik a fékberendezés gondos karbantartását, és ápolását. A kopó fékalkatrészeket, így a fékbetéteket is a gyártók csereperiódus előírásait betartva adott időközönként kötelezően cserélni kell. Kopástól, igénybevételtől függően egyes esetekben ennél rövidebb időközönként is.